# St. Ruprecht (Bruck an der Mur)

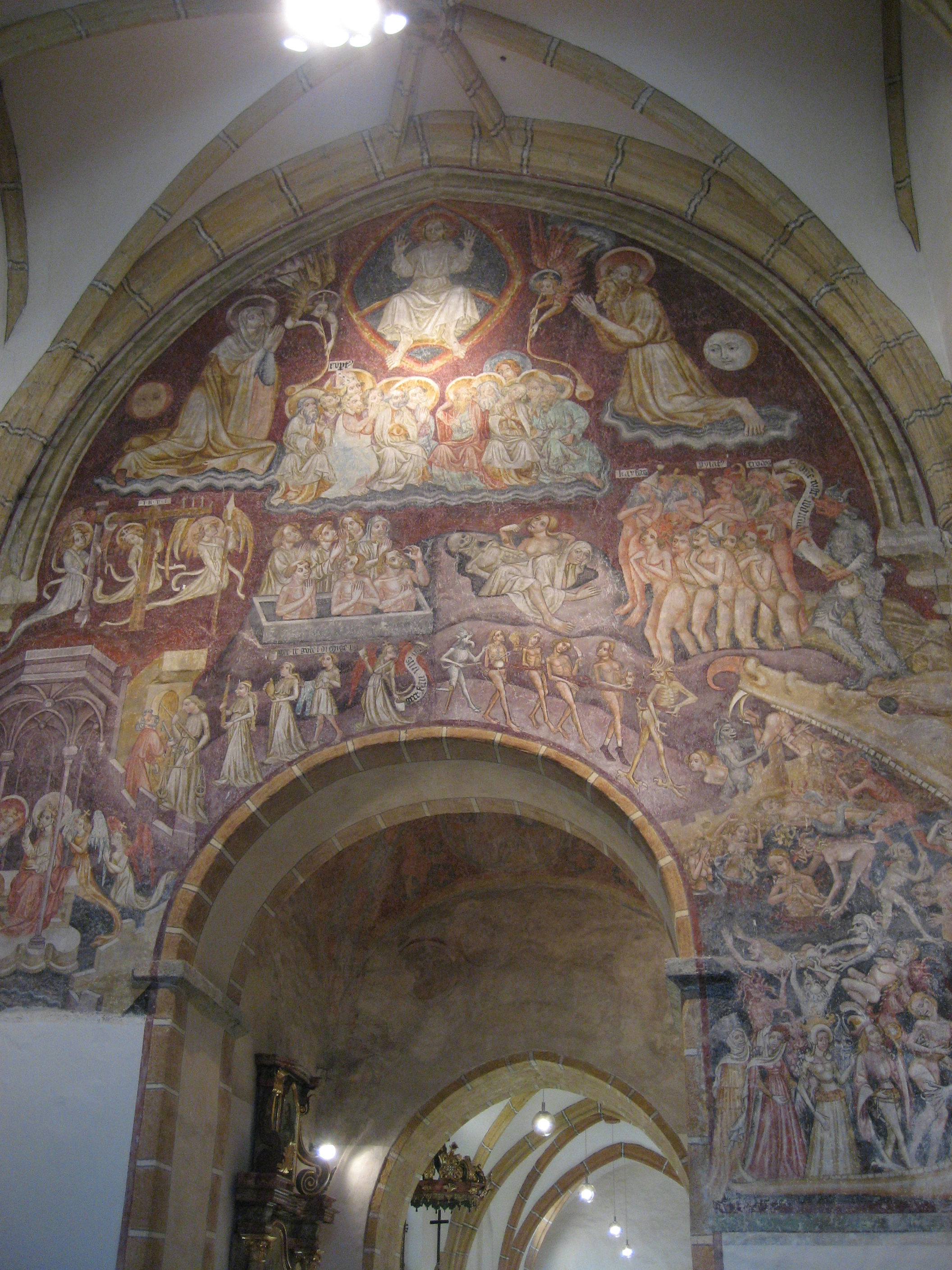
Gotisches Fresko in der Kirche

Die Kirche St. Ruprecht im Friedhof, (auch: Ruprechtskirche und Rupertikirche) in Bruck an der Mur, Steiermark (Österreich), ist vor allem für ihre Fresken aus der Zeit um 1416 bekannt. Die römisch-katholische Kirche liegt etwas außerhalb der Stadt, wird heute nur noch für Begräbnisfeierlichkeiten genutzt und ist dem heiligen Rupert von Salzburg geweiht.

## Kirche
Die Kirche St. Ruprecht liegt, von einem Friedhof umgeben, etwas erhöht am rechten Murufer außerhalb der Stadt. Eine nicht mehr vollständig zu entziffernde Steintafel neben dem Westportal nennt als angebliches erstes Weihedatum das Jahr 1063, eine Behauptung die von namhaften Kunsthistorikern angezweifelt wird, als Pfarrkirche wird sie um 1195 bis 1545 genannt.
Ursprünglich bestand hier eine flach gedeckte romanische Kirche, die dem heutigen südlichen Langhaus mit angebautem Chorquadratturm entspricht. In den Jahren 1415 und 1416 wurde nördlich davon ein zweites Schiff angefügt, das mittels Durchbruch der vormaligen Nordwand mit dem bestehenden Schiff verbunden wurde, und im Osten von einer 5/8-Apsis abgeschlossen wird. Weiters wurden östlich des Turms ein zweijochiger Chor mit 5/8-Schluss angefügt, sowie südlich die Sakristei und ein runder Treppenturm. Im Jahr 1770 wurde der Kirchturm erhöht und durch eine barocke Zwiebelhaube mit Laterne abgeschlossen.
Im Inneren ist die mit einem Kreuzrippengewölbe versehene Kirche zweischiffig und vierjochig. Pfeiler und Rippen sind mit Fugenmalerei versehen, die Schlusssteine sind skulptiert und bunt gestaltet. Der barocke Hochaltar aus der Zeit um 1680 ist dem heiligen Rupert gewidmet, das Altarbild zeigt den heiligen Rupert sowie am linken unteren Rand eine alte Ansicht der Kirche. Außerdem befinden sich in der Kirche einige barocke Nebenaltäre, eine Kanzel von Matthäus Krenauer aus dem Jahr 1735, eine barocke Orgel und ein spätgotischer achteckiger Taufstein aus rotem Marmor.

## Fresken

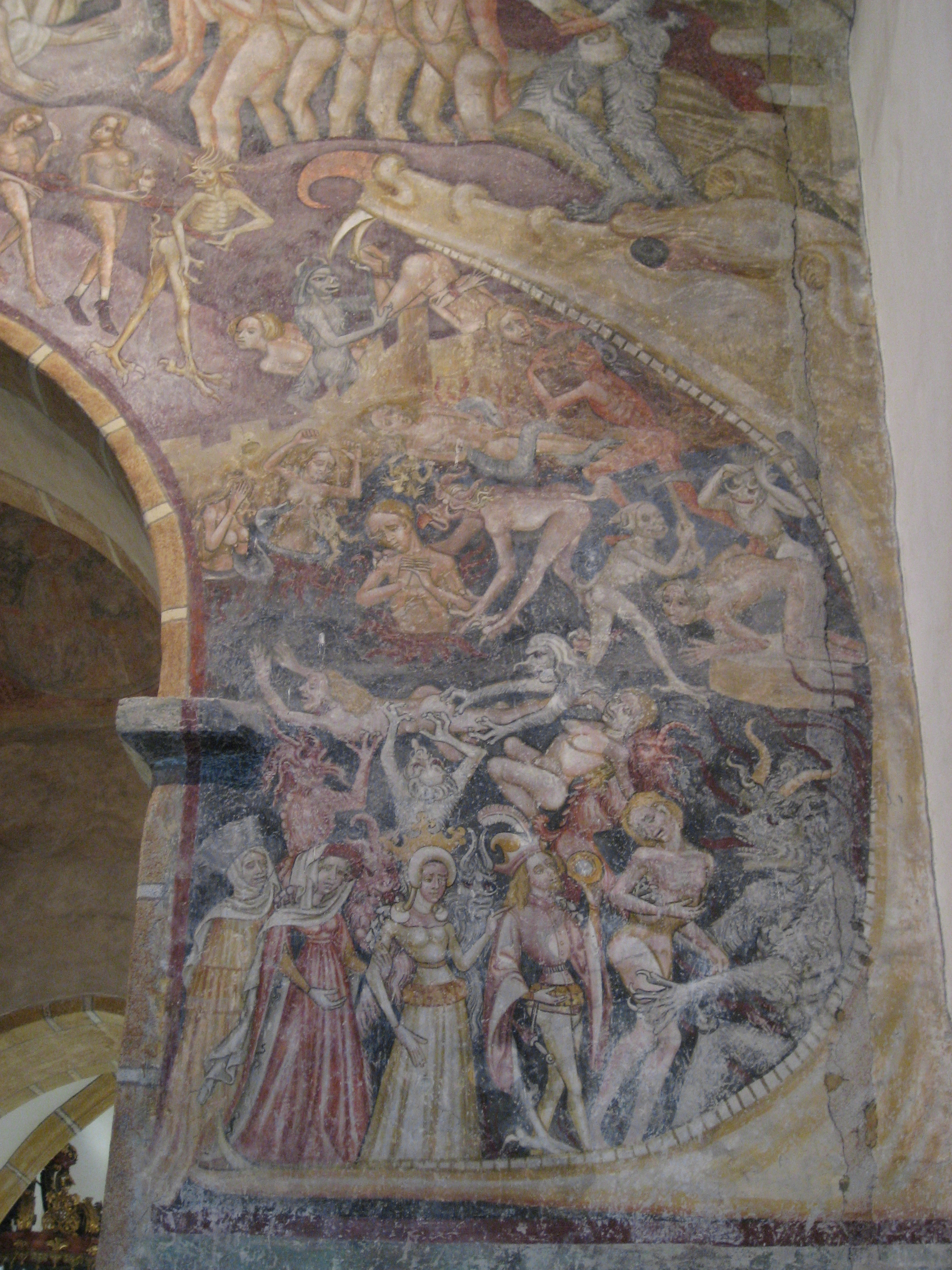
Höllenrachen

Die Fresken an der inneren Triumphbogenwand, eine Weltgerichtsdarstellung, wurden gemeinsam mit einem nicht mehr existierenden Hochaltar in der Zeit um 1416 geschaffen. Die Fresken stellen mit einer Größe von 7,8 × 7 Meter die größte erhaltene mittelalterliche Wandmalerei der Steiermark dar.
Den Auftrag für das Weltgerichtsfresko erteilte der Propst und Erzpriester Oelhaben und Thurego. Ausgeführt wurden sie (hier liegen verschiedene Expertenmeinungen vor) entweder von der Judenburger Malerwerkstätte oder, als Notname, dem Brucker Meister. Da die Gotik mit ihrem Ideal der Auflösung der Wandflächen und gerade die deutsche Gotik mit ihren Netzrippen keine großen geschlossenen Wandflächen kennt, ist die Größe des Freskos (rund 45 m²) herausragend.
Die Malereien wurden im Jahr 1937 vom Brucker Realschullehrer Edmund Stierschneider freigelegt. Der Erhaltungszustand der Fresken ist ausgezeichnet.
Edmund Stierschneider beschreibt die Darstellung folgendermaßen:
Christus, thronend auf einem Regenbogen, flankiert von zwei posaunenden Engeln, die den jüngsten Tag künden. Sonne und Mond geben kund, dass sie zum letzten Mal geschienen haben. Zur rechten Hand Christi kniet betend seine Mutter Maria (überlebensgroß). Unter ihr stehen Engel mit Leidenswerkzeugen; Geißelsäule, Kreuz und Lanze. Unterhalb Fromme in einer Kapelle. Im Mittelteil der Wand, zu Füßen Jesu sind Apostel, Kirchväter, Bekenner und Heilige, unter ihnen der Hl. Rupert als Kirchenpatron besonders bezeichnet.
Unterhalb von diesem liegt der leibhaftige Tod als Scheidungspunkt von Gut und Böse. Unter dem Knochenmann gehen bereits die Guten zur Himmelstüre. Der Pförtner mit dem Schlüssel wartet auf sie. In entgegengesetzter Richtung ziehen die Bösen an einem blutigen Strick gebunden davon. Über den Guten steht eine Tafel mit dem Text
Hinter den Bösen hängt eine Schleife mit den Worten
Oben zur linken Hand des Heiligen Richters kniet, wieder überlebensgroß, der Lieblingsjünger Jesu, Johannes.
Der wunderbare Kopf wendet sich zu seinem Meister. Darunter als Gegenstück zu den Engeln stehen, mit den Marterwerkzeugen die Verabscheuenswürdigen, die mit Namenstafeln bezeichnet sind: Kaiphas, Pilatus, Herodes. Ein großer höhnisch grinsender Teufel zieht sie mit einer Schleife zu sich, auf der geschrieben steht
Darunter ein riesiger Höllenrachen. Er hat die Form eines Lindwurmkopfes, dessen Maul weit aufgesperrt ist. Der Oberkiefer misst über drei Meter. In diesem höllischen Schlund erleiden die Verdammten entsetzliche Qualen. Schlangen und Kröten verbeißen sich in ihre nackten Körper, eine ganze Schar von Teufeln treten als Peiniger in Erscheinung. Die Unkeuschheit wird grauenhaft bestraft. Ihr Körper ist zur Hälfte von den Flammen verzehrt. Der Oberteil brennt noch in der Höhe der Hüften weiter und selbst der noch verschonte Teil wird von Tieren geplagt. Eben wird eine Frau eingeliefert, die ihr Kind abschlachtet. Zur Strafe trägt sie ab dieser Zeit kleine Köpfe in den Händen.
Neben dem großen Fresko an der inneren Triumphbogenwand befindet sich an der Südwand des Chores ein weiteres Fresko aus derselben Zeit, das die drei Stadtheiligen von Zürich zeigt, von wo der Auftraggeber Oelhaben von Thurego (Thurgau) stammte. Dieses Fresko zeigt das Geschwisterpaar Hl. Felix und Hl. Regula sowie den Heiligen Exuperantius, die der Legende nach im 9. Jahrhundert unter Maximilian enthauptet wurden und ihre abgeschlagenen Köpfe bis zur Grabstätte trugen. Daneben befindet sich noch eine lange Inschrift in gotischen Minuskeln, die noch nicht detailliert untersucht wurde.

## Umgebung der Kirche
Die Kirche ist von einem Friedhof umgeben, auf dem sich ein im Kern romanischer Karner aus dem frühen 13. Jahrhundert befindet. Dieser dem heiligen Erhard geweihte Karner ist mit einem gotischen Dach versehen und heute als Kriegergedächtnisstätte in Verwendung.
Außerdem befinden sich auf dem Friedhof einige historistische Grabbauten aus der Zeit um 1900.

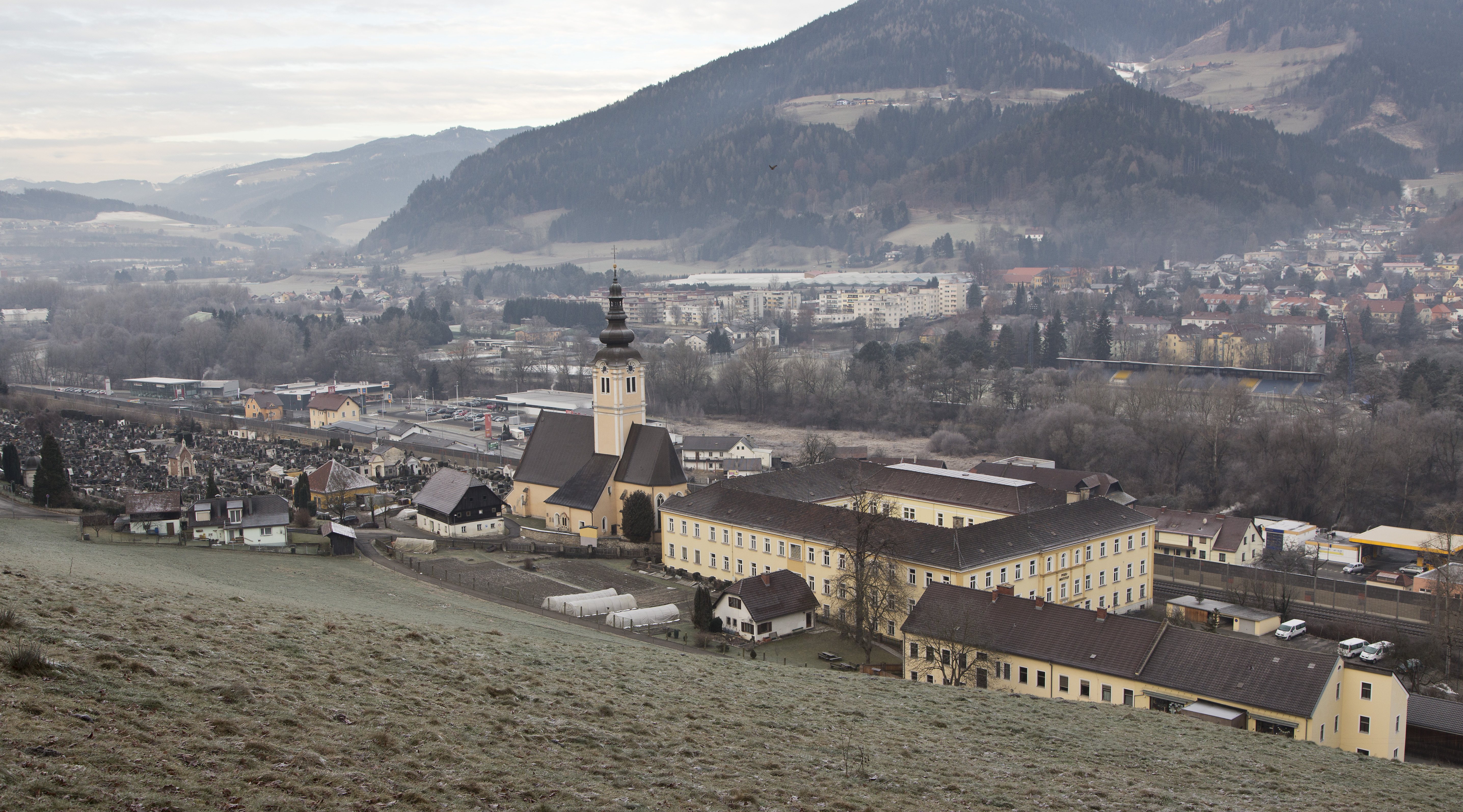
Die Kirche Sankt Ruprecht mit Friedhof und Pius Institut